# Pentro (cheval)
Le Pentro (italien : Cavallo Pentro) est une race italienne originaire de Molise, sur les communes de Val Cocchiara et d'Isernia. C'est un cheval de somme à l'origine, utilisé dans le gardiennage du bétail ainsi que pour la production de viande à bas coût. Vivant habituellement à l'état quasiment sauvage, cet animal nerveux s'avère aussi docile lorsqu'il est monté pour le travail du bétail ou le tourisme.

## Dénomination
En italien, il est nommé Cavallo Pentro.

## Histoire
À l'origine, le Pentro servait de cheval de bât et de monture pour le travail du bétail. En 2005, il ne reste plus que 179 chevaux de cette race recensés en Italie.

## Description
La taille va de 1,33  à   1,37 m. La tête, de profil rectiligne ou légèrement convexe, a de grands yeux. L'encolure est musclée. Le garrot est peu sorti. Le poitrail est large. La croupe, musclée, est légèrement inclinée. Il dispose d'une crinière et d'une queue abondantes en crins.
La robe est baie ou noire,.Les marques blanches sur la tête et les membres sont rares.
C'est un cheval particulièrement frugal et très rustique, ce qui le rend zootechniquement intéressant. Son tempérament peut être nerveux, mais il reste docile. 

## Utilisations
Il est principalement utilisé pour la selle, et plus particulièrement dans le tourisme équestre et pour l'équitation de travail. Sa taille modeste et sa rusticité en font une bonne monture de randonnée. Il est aussi élevé pour sa viande.

## Diffusion de l'élevage
D'après CAB International, cette race vit pratiquement à l'état sauvage dans les zones humides du sud de L'Italie. C'est une race rare, locale et indigène,. Plus précisément, il provient de Molise, aux alentours de la commune de Val Cocchiara, ainsi que de celle d'Isernia.
La base de données DAD-IS le classe comme étant en danger d'extinction. En 2022, les effectifs italiens sont de 669 têtes.